# Labordia fagraeoidea
Labordia fagraeoidea är en tvåhjärtbladig växtart som beskrevs av Charles Gaudichaud-Beaupré. Labordia fagraeoidea ingår i släktet Labordia och familjen Loganiaceae. Inga underarter finns listade i Catalogue of Life.